# سیلیوری
سیلیوری (ترکی استانبولی: Silivri) از ناحیه‌های قسمت اروپایی استانبول که در استان استانبول از ناحیه مرمره قرار گرفته است. طبق آخرین سرشماری به سال ۲۰۱۲ میلادی این ناحیه ۱۵۰٬۱۸۳ نفر جمعیت دارد.

## تاریخچه
در منابع نام سیلیوری به شکل Selymbria وSelybria دیده می‌شود. این اسم با نام Selus که بنا بر اساطر مؤسس این شهر بوده است، و کلمه bria که به زبان تراک به معنی شهر است، تشکل شده و به معنی شهر سلوس آمده است. و بنا بر بعضی منابع در قرن هفتم قبل از میلاد از طرف سیلیر، فرماندار یوانان به نامی سیلیوریا تأسیس شده است.
اولین زندگی در سیلیوری قبل از پنج هزار سال بود. بنا بر روایات در سال هزار و دویست قبل از میلاد تراکها به این ناحیه برای اقامت آمدند.
در میان سالهای ۷۵۰ و ۵۵۰ قبل از میلاد با شروع کردن حرکات کلونی در یونان از طرف شهر دورلو مگارا مورد استعمار قرار گرفت.
در قرن پنجم قول از میلاد مثل همه تراکیا سیلیوری به علت جنگهای پرس و پلوپونز به تشنج افتاد و به تخت حاکمیت پرسها رسید. در سال ۴۷۵ قبل از میلاد کیمون، فرمانداری آتیناییان با نیروی دریایی حمله کرد و مناطق سواحل تراکیا را از پرسها گرفت. بعد از قرن سوم قبل از میلاد تا اواسط قرن چهارم میلادی تمام تراکیا تدریجاً به حاکمت بیزانس رسید.
در قرن دهم میلادی سیلیوری مزکزی تجاری مهم بود.
پانزده روز بعد از فتح استانبول در سال ۱۴۵۳ میلادی ترکها (عثمانیان) با بعضی ارکهای دیگر سیلیوری را هم فتح کردند.
در سال ۱۵۰۹ میلادی زلزله بزرگی که قیامت صغیر نامیدند، رخ داد و ۴۵ روز ادامه داد. سیلیوری بعد از این زلزله روز به روز اهمیت قبلی خود را از دست داد.

## نگارخانه

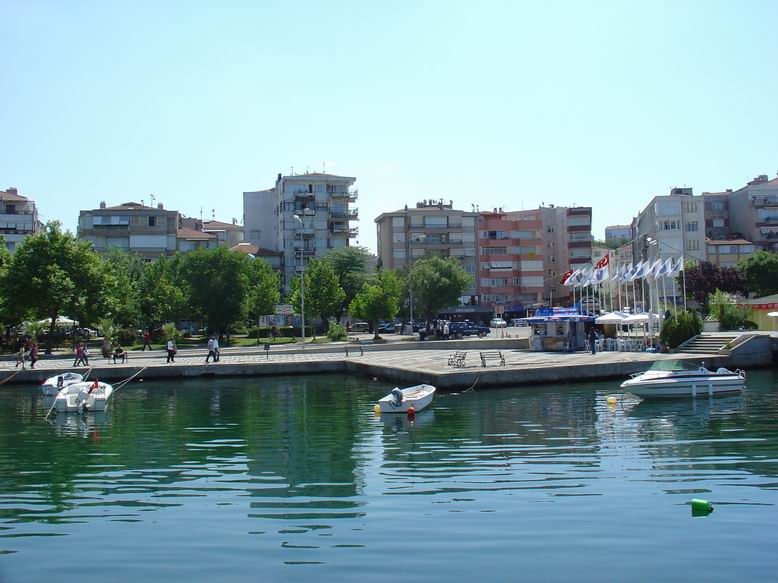
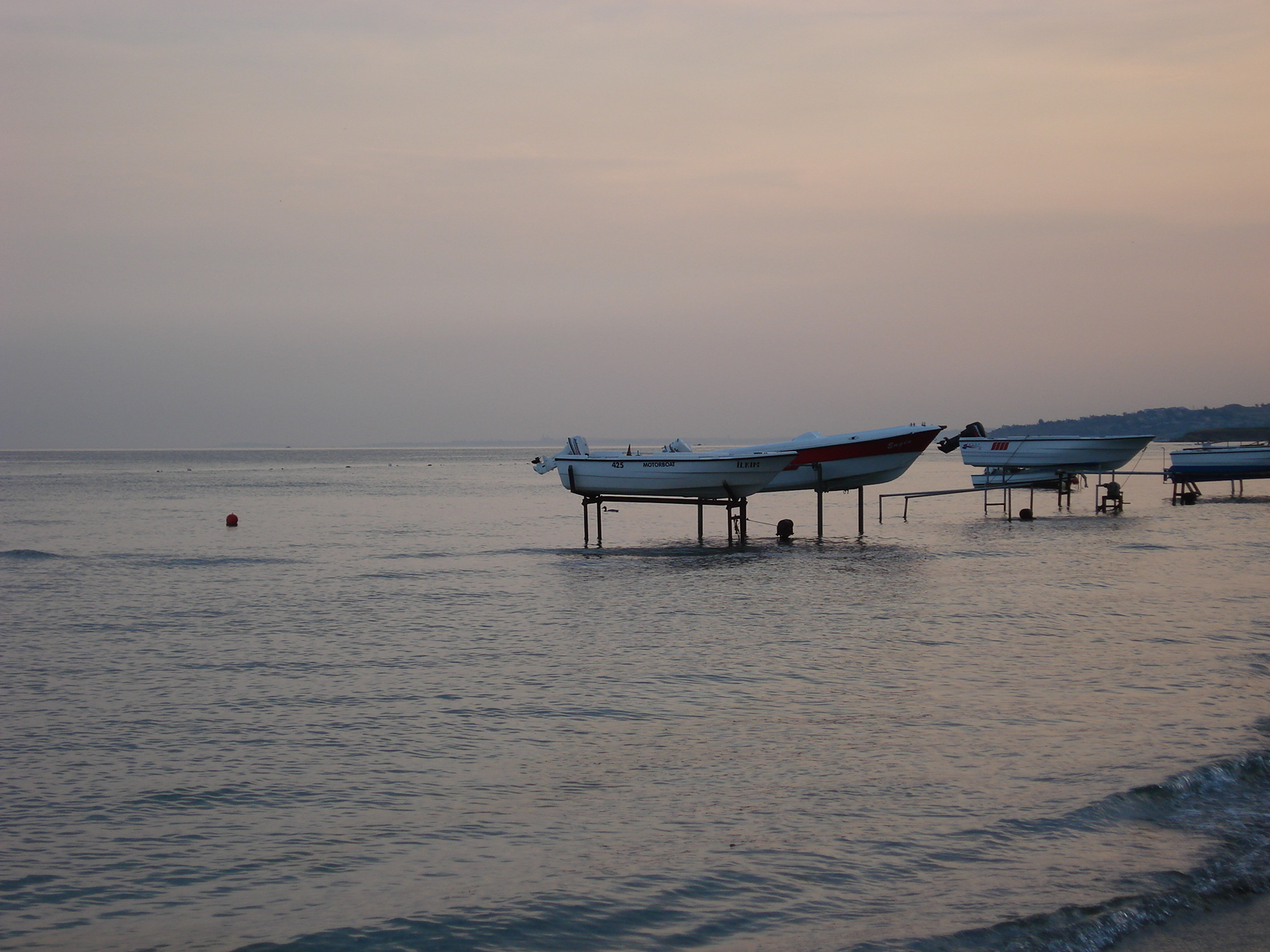